# Michael Bublé/Auszeichnungen für Musikverkäufe

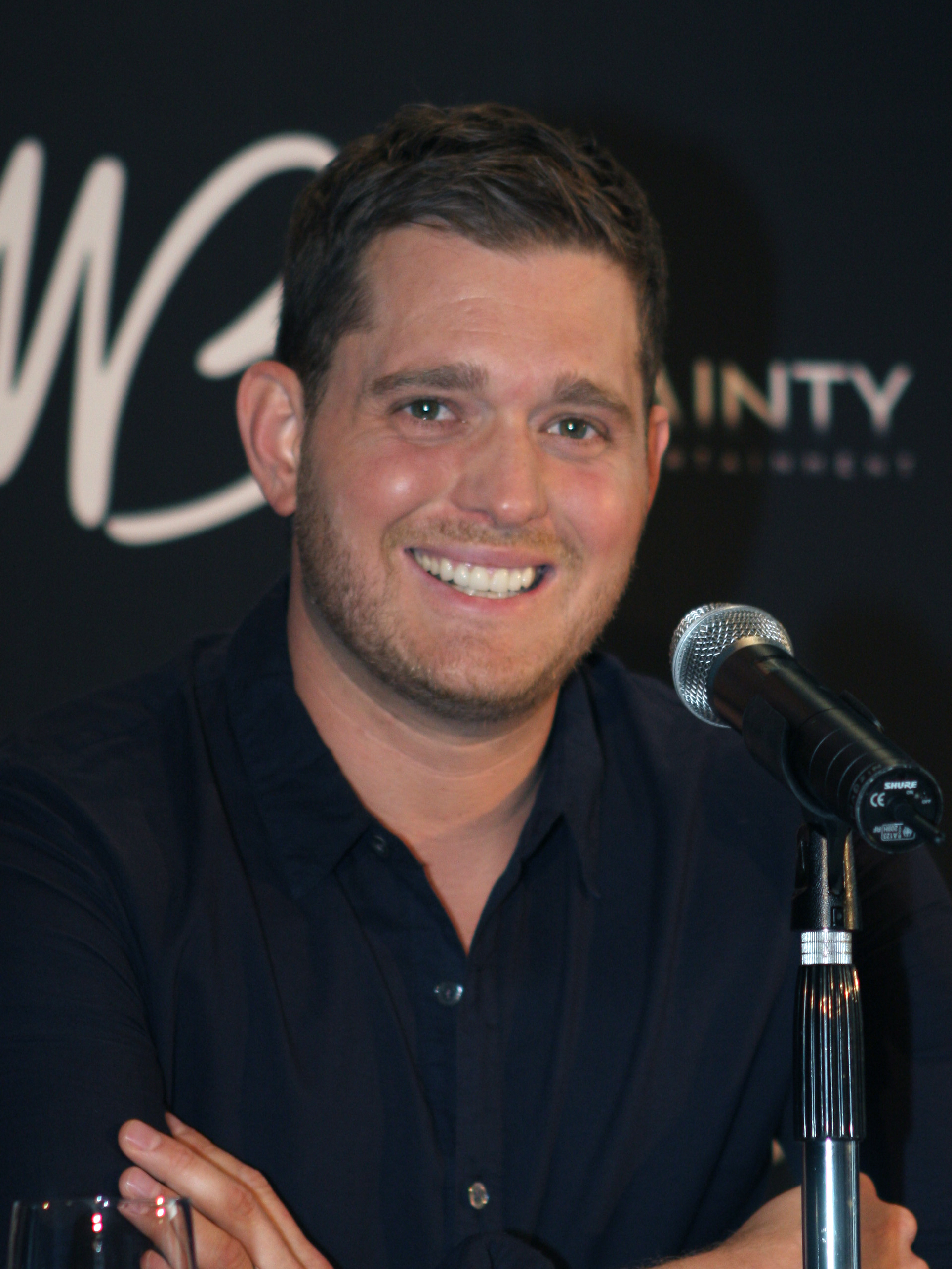
Michael Bublé (2011)

Dies ist eine Übersicht über die Auszeichnungen für Musikverkäufe des kanadischen Jazz-Sängers Michael Bublé. Die Auszeichnungen finden sich nach ihrer Art (Gold, Platin usw.), nach Staaten getrennt in chronologischer Reihenfolge, geordnet sowie nach den Tonträgern selbst, ebenfalls in chronologischer Reihenfolge, getrennt nach Medium (Alben, Singles usw.), wieder.

## Auszeichnungen
| - Vereinigtes Königreich - 2013: für die Single Lost - 2013: für die Single Hollywood - 2013: für das Album Meets Madison Square Garden - 2017: für die Single Cry Me a River - 2019: für die Single Cold December Night - 2021: für das Lied Santa Baby - 2021: für das Lied I’ll Be Home For Christmas - 2021: für das Lied Silent Night - 2022: für das Lied Blue Christmas - 2022: für das Lied Winter Wonderland - 2023: für das Lied Mis deseos / Feliz Navidad - 2023: für das Lied The Christmas Song - 2024: für die Single Sway - 2024: für das Lied Frosty the Snowman - Australien - 2005: für das Album Caught in the Act - 2013: für die Single It’s a Beautiful Day - 2016: für das Album Nobody But Me - Belgien - 2007: für das Album Call Me Irresponsible - 2009: für das Album Crazy Love - 2011: für das Album Christmas - Brasilien - 2012: für das Album Meets Madison Square Garden - 2014: für das Album To Be Loved - Dänemark - 2011: für das Album Christmas - 2019: für das Album To Be Loved - 2021: für die Single Home - 2021: für die Single Feeling Good - 2022: für das Lied Holly Jolly Christmas - 2022: für die Single Haven’t Met You Yet - 2023: für das Lied All I Want For Christmas Is You - 2023: für das Lied Have Yourself a Merry Little Christmas - 2024: für die Single Jingle Bells - 2024: für die Single Cold December Night - Deutschland - 2007: für das Album Michael Bublé - 2014: für das Album Caught in the Act - 2025: für die Single White Christmas (Solo) - Frankreich - 2008: für das Album Call Me Irresponsible - 2008: für das Album It’s Time - 2012: für das Album Christmas - 2013: für das Album To Be Loved - Island - 2022: für das Album Christmas - Italien - 2010: für die Single Haven’t Met You Yet - 2013: für die Single It’s a Beautiful Day - 2013: für das Album To Be Loved - 2013: für das Album It’s Time - 2013: für das Album Call Me Irresponsible - 2014: für die Single Home - 2019: für das Album Love - 2019: für die Single Everything - 2021: für die Single Christmas (Baby Please Come Home) - 2021: für das Lied All I Want For Christmas Is You - 2022: für das Album Michael Bublé - 2023: für die Single Feeling Good - Kanada - 2010: für das Album Crazy Love – Hollywood Edition - Mexiko - 2009: für das Album Crazy Love - 2013: für das Album To Be Loved - Neuseeland - 2016: für das Album Nobody But Me - 2016: für die Single It’s a Beautiful Day - 2019: für das Album Love - 2024: für das Album The Michael Bublé Collection - 2024: für das Lied I’ll Be Home For Christmas - Niederlande - 2005: für das Album It’s Time - 2007: für das Album Call Me Irresponsible - Österreich - 2005: für das Album It’s Time - 2007: für das Album Call Me Irresponsible - 2023: für das Album Love - Polen - 2017: für das Album To Be Loved - 2019: für das Album Love - 2023: für das Album Nobody But Me - Portugal - 2007: für das Album It’s Time - 2022: für das Lied Santa Claus is Coming to Town - Schweiz - 2009: für das Album Crazy Love - 2013: für das Album To Be Loved - Spanien - 2004: für das Album Michael Bublé - 2005: für das Album It’s Time - 2013: für das Album Christmas - 2014: für das Album To Be Loved - 2019: für das Album Love - 2021: für das Lied Holly Jolly Christmas - 2024: für die Single Feeling Good - 2025: für die Single Home - Ungarn - 2007: für das Album Call Me Irresponsible - 2019: für das Album Love - Vereinigte Staaten - 2006: für das Album With Love - 2009: für die Single Save the Last Dance for Me - Vereinigtes Königreich - 2005: für das Album Michael Bublé – Xmas Edition - 2010: für das Album Caught in the Act - 2010: für das Videoalbum Come Fly with Me - 2022: für die Single It’s a Beautiful Day - 2022: für die Single Christmas (Baby Please Come Home) - 2023: für die Single Jingle Bells - 2023: für das Lied White Christmas (mit Shania Twain) - 2023: für das Lied Have Yourself a Merry Little Christmas - 2024: für das Lied All I Want For Christmas Is You | - Belgien - 2008: für das Album It’s Time - Dänemark - 2009: für das Album Call Me Irresponsible - 2011: für das Album Crazy Love - 2022: für das Lied Santa Claus is Coming to Town - 2023: für das Album Michael Bublé - 2024: für die Single Everything - Deutschland - 2008: für das Album Call Me Irresponsible - 2011: für das Album Crazy Love - 2024: für die Single It’s Beginning to Look a Lot Like Christmas - Europa - 2014: für das Album To Be Loved - GCC - 2011: für das Album Crazy Love - Irland - 2005: für das Album It’s Time - Italien - 2021: für das Lied Santa Claus is Coming to Town - 2021: für die Single White Christmas (Solo) - 2021: für die Single Jingle Bells - 2021: für das Lied Holly Jolly Christmas - 2023: für das Lied Have Yourself a Merry Little Christmas - Kanada - 2006: für die Single Home - 2013: für die Single Haven’t Met You Yet - 2016: für das Album Nobody But Me - 2019: für das Album Love - Mexiko - 2011: für das Album Christmas - Neuseeland - 2005: für das Album It’s Time - 2007: für das Album Call Me Irresponsible - 2023: für das Lied Holly Jolly Christmas - 2023: für die Single Home - 2025: für die Single Everything - Niederlande - 2010: für das Album Crazy Love - 2011: für das Album Christmas - Österreich - 2015: für das Album To Be Loved - Philippinen - 2015: für das Album It’s Time - Polen - 2012: für das Album It’s Time - 2012: für das Album Michael Bublé - Portugal - 2007: für das Album Caught in the Act - 2007: für das Album Call Me Irresponsible - 2010: für das Album Crazy Love - 2011: für das Album Christmas - 2022: für die Single It’s Beginning to Look a Lot Like Christmas - 2023: für das Lied Holly Jolly Christmas - Schweden - 2011: für das Album Christmas - Schweiz - 2005: für das Album It’s Time - 2007: für das Album Call Me Irresponsible - 2013: für das Album Christmas - Spanien - 2021: für die Single It’s Beginning to Look a Lot Like Christmas - Ungarn - 2013: für das Album To Be Loved - 2016: für das Album Nobody But Me - Vereinigte Staaten - 2004: für das Videoalbum Come Fly with Me - 2005: für das Album Michael Bublé - 2007: für das Album Call Me Irresponsible - 2009: für die Single Everything - 2009: für die Single Home - 2010: für die Single Haven’t Met You Yet - 2016: für das Album To Be Loved - Vereinigtes Königreich - 2013: für das Album Totally Blonde - 2013: für das Album Call Me Irresponsible - 2013: für die Single Everybody Hurts - 2016: für die Single Haven’t Met You Yet - 2017: für das Album Nobody But Me - 2019: für das Album Love - 2022: für die Single Home - 2022: für die Single Everything - 2023: für die Single Feeling Good - 2024: für das Lied Santa Claus is Coming to Town - 2024: für das Lied Baby, It’s Cold Outside - Deutschland - 2015: für das Album To Be Loved - Mexiko - 2005: für das Album Caught in the Act | - Australien - 2011: für die Single Haven’t Met You Yet - 2014: für das Album To Be Loved - 2016: für das Album Christmas - Dänemark - 2021: für das Album It’s Time - Deutschland - 2009: für das Album It’s Time - 2014: für das Videoalbum Caught in the Act - Europa - 2008: für das Album Call Me Irresponsible - 2008: für das Album It’s Time - Finnland - 2022: für das Album Christmas - Frankreich - 2010: für das Album Crazy Love - Irland - 2013: für das Album To Be Loved - Italien - 2007: für das Album Call Me Irresponsible - 2023: für die Single It’s Beginning to Look a Lot Like Christmas - Kanada - 2006: für das Videoalbum Come Fly with Me - 2013: für das Album To Be Loved - Neuseeland - 2004: für das Album Michael Bublé - 2011: für das Album Crazy Love - 2019: für das Album To Be Loved - 2022: für die Single It’s Beginning to Look a Lot Like Christmas - Polen - 2011: für das Album Christmas - 2012: für das Album Crazy Love - Ungarn - 2012: für das Album Christmas - Vereinigte Staaten - 2011: für das Album Crazy Love - Vereinigtes Königreich - 2007: für das Album Michael Bublé - 2008: für das Album It’s Time - 2013: für das Album To Be Loved - 2023: für das Lied Holly Jolly Christmas - Dänemark - 2024: für die Single It’s Beginning to Look a Lot Like Christmas - Europa - 2013: für das Album Christmas - Italien - 2013: für das Album Crazy Love - Kanada - 2004: für das Album Michael Bublé - Christmas Edition - Österreich - 2019: für das Album Christmas - Vereinigte Staaten - 2011: für das Album It’s Time - Vereinigtes Königreich - 2008: für das Album Call Me Irresponsible - Special Edition - Australien - 2010: für das Videoalbum Caught in the Act - Europa - 2011: für das Album Crazy Love - Italien - 2004: für das Album Michael Bublé - 2006: für das Album It’s Time - Kanada - 2006: für das Album Michael Bublé - 2007: für das Album Call Me Irresponsible - 2010: für das Album Crazy Love - Vereinigte Staaten - 2010: für das Videoalbum Caught in the Act - Vereinigtes Königreich - 2024: für die Single It’s Beginning to Look a Lot Like Christmas - Deutschland - 2024: für das Album Christmas - Australien - 2007: für das Album It’s Time - 2008: für das Album Call Me Irresponsible - 2010: für das Album Crazy Love - Kanada - 2006: für das Album It’s Time - Norwegen - 2021: für das Album Christmas - Vereinigte Staaten - 2021: für das Album Christmas - Australien - 2006: für das Album Michael Bublé - Dänemark - 2024: für das Album Christmas - Irland - 2012: für das Album Christmas - Italien - 2022: für das Album Christmas - Kanada - 2006: für das Videoalbum Caught in the Act - Vereinigtes Königreich - 2013: für das Album Crazy Love - 2023: für das Album Christmas - Neuseeland - 2024: für das Album Christmas - Irland - 2011: für das Album Crazy Love - Kanada - 2014: für das Album Christmas - Australien - 2020: für das Album Christmas |

## Auszeichnungen nach Alben

### Michael Bublé
| Land/Region                  | Auszeichnungen für Musikverkäufe (Land/Region, Auszeichnung, Verkäufe) | Verkäufe  |
| ---------------------------- | ---------------------------------------------------------------------- | --------- |
| Australien (ARIA)            | 7× Platin                                                              | 490.000   |
| Dänemark (IFPI)              | Platin                                                                 | 20.000    |
| Deutschland (BVMI)           | Gold                                                                   | 100.000   |
| Italien (FIMI)               | 4× Platin (2004) · + Gold (2022)                                       | 425.000   |
| Kanada (MC)                  | 4× Platin (Standard) · + 3× Platin (X-Mas Edition)                     | 700.000   |
| Neuseeland (RMNZ)            | 2× Platin                                                              | 30.000    |
| Polen (ZPAV)                 | Platin                                                                 | 20.000    |
| Spanien (Promusicae)         | Gold                                                                   | 50.000    |
| Vereinigte Staaten (RIAA)    | Platin                                                                 | 1.000.000 |
| Vereinigtes Königreich (BPI) | 2× Platin (Standard) · + Gold (X-Mas Edition)                          | 700.000   |
| Insgesamt                    | 4× Gold · 25× Platin ·                                                 | 3.535.000 |

### It’s Time
| Land/Region                  | Auszeichnungen für Musikverkäufe (Land/Region, Auszeichnung, Verkäufe) | Verkäufe  |
| ---------------------------- | ---------------------------------------------------------------------- | --------- |
| Australien (ARIA)            | 5× Platin                                                              | 350.000   |
| Belgien (BRMA)               | Platin                                                                 | (50.000)  |
| Dänemark (IFPI)              | 2× Platin                                                              | (40.000)  |
| Deutschland (BVMI)           | 2× Platin                                                              | (400.000) |
| Europa (IFPI)                | 2× Platin                                                              | 2.000.000 |
| Frankreich (SNEP)            | Gold                                                                   | (75.000)  |
| Irland (IRMA)                | Platin                                                                 | (15.000)  |
| Italien (FIMI)               | 4× Platin (2006) · + Gold (2013)                                       | (350.000) |
| Kanada (MC)                  | 6× Platin                                                              | 600.000   |
| Neuseeland (RMNZ)            | Platin                                                                 | 15.000    |
| Niederlande (NVPI)           | Gold                                                                   | (40.000)  |
| Österreich (IFPI)            | Gold                                                                   | (15.000)  |
| Philippinen (PARI)           | Platin                                                                 | 15.000    |
| Polen (ZPAV)                 | Platin                                                                 | (20.000)  |
| Portugal (AFP)               | Gold                                                                   | (10.000)  |
| Schweiz (IFPI)               | Platin                                                                 | (40.000)  |
| Spanien (Promusicae)         | Gold                                                                   | (50.000)  |
| Vereinigte Staaten (RIAA)    | 3× Platin                                                              | 3.000.000 |
| Vereinigtes Königreich (BPI) | 2× Platin                                                              | (881.000) |
| Insgesamt                    | 6× Gold · 32× Platin ·                                                 | 5.987.000 |

### Caught in the Act
| Land/Region                  | Auszeichnungen für Musikverkäufe (Land/Region, Auszeichnung, Verkäufe) | Verkäufe |
| ---------------------------- | ---------------------------------------------------------------------- | -------- |
| Australien (ARIA)            | Gold                                                                   | 35.000   |
| Deutschland (BVMI)           | Gold                                                                   | 100.000  |
| Mexiko (AMPROFON)            | 3× Gold                                                                | 150.000  |
| Portugal (AFP)               | Platin                                                                 | 20.000   |
| Vereinigtes Königreich (BPI) | Gold                                                                   | 100.000  |
| Insgesamt                    | 4× Gold · 2× Platin ·                                                  | 405.000  |

### With Love
| Land/Region               | Auszeichnungen für Musikverkäufe (Land/Region, Auszeichnung, Verkäufe) | Verkäufe |
| ------------------------- | ---------------------------------------------------------------------- | -------- |
| Vereinigte Staaten (RIAA) | Gold                                                                   | 500.000  |
| Insgesamt                 | 1× Gold ·                                                              | 500.000  |

### Call Me Irresponsible
| Land/Region                  | Auszeichnungen für Musikverkäufe (Land/Region, Auszeichnung, Verkäufe) | Verkäufe    |
| ---------------------------- | ---------------------------------------------------------------------- | ----------- |
| Australien (ARIA)            | 5× Platin                                                              | 350.000     |
| Belgien (BRMA)               | Gold                                                                   | (15.000)    |
| Dänemark (IFPI)              | Platin                                                                 | (40.000)    |
| Deutschland (BVMI)           | Platin                                                                 | (200.000)   |
| Europa (IFPI)                | 2× Platin                                                              | 2.000.000   |
| Frankreich (SNEP)            | Gold                                                                   | (75.000)    |
| Italien (FIMI)               | 2× Platin (2007) · + Gold (2013)                                       | (190.000)   |
| Kanada (MC)                  | 4× Platin                                                              | 400.000     |
| Neuseeland (RMNZ)            | Platin                                                                 | 15.000      |
| Niederlande (NVPI)           | Gold                                                                   | (35.000)    |
| Österreich (IFPI)            | Gold                                                                   | (10.000)    |
| Portugal (AFP)               | Platin                                                                 | (20.000)    |
| Schweiz (IFPI)               | Platin                                                                 | (30.000)    |
| Ungarn (MAHASZ)              | Gold                                                                   | (3.000)     |
| Vereinigte Staaten (RIAA)    | Platin                                                                 | 1.000.000   |
| Vereinigtes Königreich (BPI) | Platin (Standard) · + 3× Platin (Special-Edition)                      | (1.290.000) |
| Insgesamt                    | 6× Gold · 23× Platin ·                                                 | 3.765.000   |

### Totally Blonde
| Land/Region                  | Auszeichnungen für Musikverkäufe (Land/Region, Auszeichnung, Verkäufe) | Verkäufe |
| ---------------------------- | ---------------------------------------------------------------------- | -------- |
| Vereinigtes Königreich (BPI) | Platin                                                                 | 300.000  |
| Insgesamt                    | 1× Platin ·                                                            | 300.000  |

### Michael Bublé Meets Madison Square Garden
| Land/Region                  | Auszeichnungen für Musikverkäufe (Land/Region, Auszeichnung, Verkäufe) | Verkäufe |
| ---------------------------- | ---------------------------------------------------------------------- | -------- |
| Brasilien (PMB)              | Gold                                                                   | 20.000   |
| Vereinigtes Königreich (BPI) | Silber                                                                 | 60.000   |
| Insgesamt                    | 1× Silber · 1× Gold ·                                                  | 80.000   |

### Crazy Love
| Land/Region                  | Auszeichnungen für Musikverkäufe (Land/Region, Auszeichnung, Verkäufe) | Verkäufe    |
| ---------------------------- | ---------------------------------------------------------------------- | ----------- |
| Australien (ARIA)            | 5× Platin                                                              | 350.000     |
| Belgien (BRMA)               | Gold                                                                   | 15.000      |
| Dänemark (IFPI)              | Platin                                                                 | 30.000      |
| Deutschland (BVMI)           | Platin                                                                 | 200.000     |
| Europa (IFPI)                | 4× Platin                                                              | (4.000.000) |
| Frankreich (SNEP)            | 2× Platin                                                              | 200.000     |
| Golf-Kooperationsrat (IFPI)  | Platin                                                                 | 6.000       |
| Irland (IRMA)                | 15× Platin                                                             | 225.000     |
| Italien (FIMI)               | 3× Platin                                                              | 180.000     |
| Kanada (MC)                  | 4× Platin                                                              | 320.000     |
| Mexiko (AMPROFON)            | Gold                                                                   | 30.000      |
| Neuseeland (RMNZ)            | 2× Platin                                                              | 30.000      |
| Niederlande (NVPI)           | Platin                                                                 | 50.000      |
| Polen (ZPAV)                 | 2× Platin                                                              | 40.000      |
| Portugal (AFP)               | Platin                                                                 | 20.000      |
| Schweiz (IFPI)               | Gold                                                                   | 15.000      |
| Vereinigte Staaten (RIAA)    | 2× Platin                                                              | 2.000.000   |
| Vereinigtes Königreich (BPI) | 10× Platin                                                             | 3.130.000   |
| Insgesamt                    | 3× Gold · 54× Platin ·                                                 | 6.841.000   |

### Christmas
| Land/Region                  | Auszeichnungen für Musikverkäufe (Land/Region, Auszeichnung, Verkäufe) | Verkäufe    |
| ---------------------------- | ---------------------------------------------------------------------- | ----------- |
| Australien (ARIA)            | 2× Diamant (2020) · + 2× Platin (2016)                                 | 1.140.000   |
| Belgien (BRMA)               | Gold                                                                   | 15.000      |
| Dänemark (IFPI)              | 7× Platin                                                              | 140.000     |
| Deutschland (BVMI)           | 9× Gold                                                                | 900.000     |
| Europa (IFPI)                | 3× Platin                                                              | (3.000.000) |
| Finnland (IFPI)              | 2× Platin                                                              | 40.000      |
| Frankreich (SNEP)            | Gold                                                                   | 50.000      |
| Irland (IRMA)                | 8× Platin                                                              | 120.000     |
| Island (IFPI)                | Gold                                                                   | 2.500       |
| Italien (FIMI)               | 8× Platin                                                              | 400.000     |
| Kanada (MC)                  | Diamant                                                                | 968.000     |
| Mexiko (AMPROFON)            | Platin                                                                 | 60.000      |
| Neuseeland (RMNZ)            | 14× Platin                                                             | 210.000     |
| Niederlande (NVPI)           | Platin                                                                 | 50.000      |
| Norwegen (IFPI)              | 6× Platin                                                              | 120.000     |
| Österreich (IFPI)            | 3× Platin                                                              | 60.000      |
| Polen (ZPAV)                 | 2× Platin                                                              | 40.000      |
| Portugal (AFP)               | Platin                                                                 | 15.000      |
| Schweden (IFPI)              | Platin                                                                 | 40.000      |
| Schweiz (IFPI)               | Platin                                                                 | 30.000      |
| Spanien (Promusicae)         | Gold                                                                   | 20.000      |
| Ungarn (MAHASZ)              | 2× Platin                                                              | 12.000      |
| Vereinigte Staaten (RIAA)    | 6× Platin                                                              | 6.000.000   |
| Vereinigtes Königreich (BPI) | 11× Platin                                                             | 3.300.000   |
| Insgesamt                    | 5× Gold · 83× Platin · 3× Diamant ·                                    | 13.732.500  |

### The Michael Bublé Collection
| Land/Region       | Auszeichnungen für Musikverkäufe (Land/Region, Auszeichnung, Verkäufe) | Verkäufe |
| ----------------- | ---------------------------------------------------------------------- | -------- |
| Neuseeland (RMNZ) | Gold                                                                   | 7.500    |
| Insgesamt         | 1× Gold ·                                                              | 7.500    |

### To Be Loved
| Land/Region                  | Auszeichnungen für Musikverkäufe (Land/Region, Auszeichnung, Verkäufe) | Verkäufe    |
| ---------------------------- | ---------------------------------------------------------------------- | ----------- |
| Australien (ARIA)            | 2× Platin                                                              | 140.000     |
| Brasilien (PMB)              | Gold                                                                   | 20.000      |
| Dänemark (IFPI)              | Gold                                                                   | 10.000      |
| Deutschland (BVMI)           | 3× Gold                                                                | 300.000     |
| Europa (IFPI)                | Platin                                                                 | (1.000.000) |
| Finnland (IFPI)              | —                                                                      | 8.814       |
| Frankreich (SNEP)            | Gold                                                                   | 50.000      |
| Irland (IRMA)                | 2× Platin                                                              | 30.000      |
| Italien (FIMI)               | Gold                                                                   | 30.000      |
| Kanada (MC)                  | 2× Platin                                                              | 160.000     |
| Mexiko (AMPROFON)            | Gold                                                                   | 30.000      |
| Neuseeland (RMNZ)            | 2× Platin                                                              | 30.000      |
| Österreich (IFPI)            | Platin                                                                 | 15.000      |
| Polen (ZPAV)                 | Gold                                                                   | 10.000      |
| Schweiz (IFPI)               | Gold                                                                   | 10.000      |
| Spanien (Promusicae)         | Gold                                                                   | 20.000      |
| Ungarn (MAHASZ)              | Platin                                                                 | 6.000       |
| Vereinigte Staaten (RIAA)    | Platin                                                                 | 1.000.000   |
| Vereinigtes Königreich (BPI) | 2× Platin                                                              | 831.000     |
| Insgesamt                    | 8× Gold · 15× Platin ·                                                 | 2.270.814   |

### Nobody But Me
| Land/Region                  | Auszeichnungen für Musikverkäufe (Land/Region, Auszeichnung, Verkäufe) | Verkäufe |
| ---------------------------- | ---------------------------------------------------------------------- | -------- |
| Australien (ARIA)            | Gold                                                                   | 35.000   |
| Kanada (MC)                  | Platin                                                                 | 80.000   |
| Neuseeland (RMNZ)            | Gold                                                                   | 7.500    |
| Polen (ZPAV)                 | Gold                                                                   | 10.000   |
| Ungarn (MAHASZ)              | Platin                                                                 | 2.000    |
| Vereinigtes Königreich (BPI) | Platin                                                                 | 300.000  |
| Insgesamt                    | 3× Gold · 3× Platin ·                                                  | 434.500  |

### Love
| Land/Region                  | Auszeichnungen für Musikverkäufe (Land/Region, Auszeichnung, Verkäufe) | Verkäufe |
| ---------------------------- | ---------------------------------------------------------------------- | -------- |
| Italien (FIMI)               | Gold                                                                   | 25.000   |
| Kanada (MC)                  | Platin                                                                 | 80.000   |
| Neuseeland (RMNZ)            | Gold                                                                   | 7.500    |
| Österreich (IFPI)            | Gold                                                                   | 7.500    |
| Polen (ZPAV)                 | Gold                                                                   | 10.000   |
| Spanien (Promusicae)         | Gold                                                                   | 20.000   |
| Ungarn (MAHASZ)              | Gold                                                                   | 2.000    |
| Vereinigtes Königreich (BPI) | Platin                                                                 | 300.000  |
| Insgesamt                    | 6× Gold · 2× Platin ·                                                  | 450.000  |

## Auszeichnungen nach Singles

### Sway
| Land/Region                  | Auszeichnungen für Musikverkäufe (Land/Region, Auszeichnung, Verkäufe) | Verkäufe |
| ---------------------------- | ---------------------------------------------------------------------- | -------- |
| Vereinigtes Königreich (BPI) | Silber                                                                 | 200.000  |
| Insgesamt                    | 1× Silber ·                                                            | 200.000  |

### Save the Last Dance for Me
| Land/Region               | Auszeichnungen für Musikverkäufe (Land/Region, Auszeichnung, Verkäufe) | Verkäufe |
| ------------------------- | ---------------------------------------------------------------------- | -------- |
| Vereinigte Staaten (RIAA) | Gold                                                                   | 500.000  |
| Insgesamt                 | 1× Gold ·                                                              | 500.000  |

### Home
| Land/Region                  | Auszeichnungen für Musikverkäufe (Land/Region, Auszeichnung, Verkäufe) | Verkäufe  |
| ---------------------------- | ---------------------------------------------------------------------- | --------- |
| Dänemark (IFPI)              | Gold                                                                   | 45.000    |
| Italien (FIMI)               | Gold                                                                   | 15.000    |
| Kanada (MC)                  | Platin                                                                 | 20.000    |
| Neuseeland (RMNZ)            | Platin                                                                 | 30.000    |
| Spanien (Promusicae)         | Gold                                                                   | 30.000    |
| Vereinigte Staaten (RIAA)    | Platin                                                                 | 1.000.000 |
| Vereinigtes Königreich (BPI) | Platin                                                                 | 600.000   |
| Insgesamt                    | 3× Gold · 4× Platin ·                                                  | 1.740.000 |

### Feeling Good
| Land/Region                  | Auszeichnungen für Musikverkäufe (Land/Region, Auszeichnung, Verkäufe) | Verkäufe |
| ---------------------------- | ---------------------------------------------------------------------- | -------- |
| Dänemark (IFPI)              | Gold                                                                   | 45.000   |
| Italien (FIMI)               | Gold                                                                   | 50.000   |
| Spanien (Promusicae)         | Gold                                                                   | 30.000   |
| Vereinigtes Königreich (BPI) | Platin                                                                 | 600.000  |
| Insgesamt                    | 3× Gold · 1× Platin ·                                                  | 725.000  |

### Everything
| Land/Region                  | Auszeichnungen für Musikverkäufe (Land/Region, Auszeichnung, Verkäufe) | Verkäufe  |
| ---------------------------- | ---------------------------------------------------------------------- | --------- |
| Dänemark (IFPI)              | Platin                                                                 | 90.000    |
| Italien (FIMI)               | Gold                                                                   | 45.000    |
| Neuseeland (RMNZ)            | Platin                                                                 | 30.000    |
| Vereinigte Staaten (RIAA)    | Platin                                                                 | 1.000.000 |
| Vereinigtes Königreich (BPI) | Platin                                                                 | 600.000   |
| Insgesamt                    | 1× Gold · 4× Platin ·                                                  | 1.765.000 |

### Lost
| Land/Region                  | Auszeichnungen für Musikverkäufe (Land/Region, Auszeichnung, Verkäufe) | Verkäufe |
| ---------------------------- | ---------------------------------------------------------------------- | -------- |
| Vereinigtes Königreich (BPI) | Silber                                                                 | 200.000  |
| Insgesamt                    | 1× Silber ·                                                            | 200.000  |

### Haven’t Met You Yet
| Land/Region                  | Auszeichnungen für Musikverkäufe (Land/Region, Auszeichnung, Verkäufe) | Verkäufe  |
| ---------------------------- | ---------------------------------------------------------------------- | --------- |
| Australien (ARIA)            | 2× Platin                                                              | 140.000   |
| Dänemark (IFPI)              | Gold                                                                   | 45.000    |
| Frankreich (SNEP)            | —                                                                      | 46.100    |
| Italien (FIMI)               | Gold                                                                   | 15.000    |
| Kanada (MC)                  | Platin                                                                 | 80.000    |
| Südkorea (KMCA)              | —                                                                      | 73.267    |
| Vereinigte Staaten (RIAA)    | Platin                                                                 | 1.000.000 |
| Vereinigtes Königreich (BPI) | Platin                                                                 | 600.000   |
| Insgesamt                    | 2× Gold · 5× Platin ·                                                  | 1.999.367 |

### Everybody Hurts
| Land/Region                  | Auszeichnungen für Musikverkäufe (Land/Region, Auszeichnung, Verkäufe) | Verkäufe |
| ---------------------------- | ---------------------------------------------------------------------- | -------- |
| Vereinigtes Königreich (BPI) | Platin                                                                 | 600.000  |
| Insgesamt                    | 1× Platin ·                                                            | 600.000  |

### Cry Me a River
| Land/Region                  | Auszeichnungen für Musikverkäufe (Land/Region, Auszeichnung, Verkäufe) | Verkäufe |
| ---------------------------- | ---------------------------------------------------------------------- | -------- |
| Vereinigtes Königreich (BPI) | Silber                                                                 | 200.000  |
| Insgesamt                    | 1× Silber ·                                                            | 200.000  |

### Hollywood
| Land/Region                  | Auszeichnungen für Musikverkäufe (Land/Region, Auszeichnung, Verkäufe) | Verkäufe |
| ---------------------------- | ---------------------------------------------------------------------- | -------- |
| Vereinigtes Königreich (BPI) | Silber                                                                 | 200.000  |
| Insgesamt                    | 1× Silber ·                                                            | 200.000  |

### White Christmas(Solo)
| Land/Region        | Auszeichnungen für Musikverkäufe (Land/Region, Auszeichnung, Verkäufe) | Verkäufe |
| ------------------ | ---------------------------------------------------------------------- | -------- |
| Deutschland (BVMI) | Gold                                                                   | 300.000  |
| Italien (FIMI)     | Platin                                                                 | 70.000   |
| Insgesamt          | 1× Gold · 1× Platin ·                                                  | 370.000  |

### Mis deseos / Feliz Navidad
| Land/Region                  | Auszeichnungen für Musikverkäufe (Land/Region, Auszeichnung, Verkäufe) | Verkäufe |
| ---------------------------- | ---------------------------------------------------------------------- | -------- |
| Vereinigtes Königreich (BPI) | Silber                                                                 | 200.000  |
| Insgesamt                    | 1× Silber ·                                                            | 200.000  |

### Cold December Night
| Land/Region                  | Auszeichnungen für Musikverkäufe (Land/Region, Auszeichnung, Verkäufe) | Verkäufe |
| ---------------------------- | ---------------------------------------------------------------------- | -------- |
| Dänemark (IFPI)              | Gold                                                                   | 45.000   |
| Vereinigtes Königreich (BPI) | Silber                                                                 | 200.000  |
| Insgesamt                    | 1× Silber · 1× Gold ·                                                  | 245.000  |

### Christmas (Baby Please Come Home)
| Land/Region                  | Auszeichnungen für Musikverkäufe (Land/Region, Auszeichnung, Verkäufe) | Verkäufe |
| ---------------------------- | ---------------------------------------------------------------------- | -------- |
| Italien (FIMI)               | Gold                                                                   | 35.000   |
| Vereinigtes Königreich (BPI) | Gold                                                                   | 400.000  |
| Insgesamt                    | 2× Gold ·                                                              | 435.000  |

### It’s Beginning to Look a Lot Like Christmas
| Land/Region                  | Auszeichnungen für Musikverkäufe (Land/Region, Auszeichnung, Verkäufe) | Verkäufe  |
| ---------------------------- | ---------------------------------------------------------------------- | --------- |
| Dänemark (IFPI)              | 3× Platin                                                              | 270.000   |
| Deutschland (BVMI)           | Platin                                                                 | 600.000   |
| Italien (FIMI)               | 2× Platin                                                              | 200.000   |
| Neuseeland (RMNZ)            | 2× Platin                                                              | 60.000    |
| Portugal (AFP)               | Platin                                                                 | 10.000    |
| Spanien (Promusicae)         | Platin                                                                 | 40.000    |
| Vereinigtes Königreich (BPI) | 4× Platin                                                              | 2.400.000 |
| Insgesamt                    | 14× Platin ·                                                           | 3.580.000 |

### It’s a Beautiful Day
| Land/Region                  | Auszeichnungen für Musikverkäufe (Land/Region, Auszeichnung, Verkäufe) | Verkäufe |
| ---------------------------- | ---------------------------------------------------------------------- | -------- |
| Australien (ARIA)            | Gold                                                                   | 35.000   |
| Italien (FIMI)               | Gold                                                                   | 15.000   |
| Neuseeland (RMNZ)            | Gold                                                                   | 7.500    |
| Vereinigtes Königreich (BPI) | Gold                                                                   | 400.000  |
| Insgesamt                    | 4× Gold ·                                                              | 457.500  |

### Jingle Bells
| Land/Region                  | Auszeichnungen für Musikverkäufe (Land/Region, Auszeichnung, Verkäufe) | Verkäufe |
| ---------------------------- | ---------------------------------------------------------------------- | -------- |
| Dänemark (IFPI)              | Gold                                                                   | 45.000   |
| Italien (FIMI)               | Platin                                                                 | 70.000   |
| Vereinigtes Königreich (BPI) | Gold                                                                   | 400.000  |
| Insgesamt                    | 2× Gold · 1× Platin ·                                                  | 515.000  |

### Baby, It’s Cold Outside
| Land/Region                  | Auszeichnungen für Musikverkäufe (Land/Region, Auszeichnung, Verkäufe) | Verkäufe |
| ---------------------------- | ---------------------------------------------------------------------- | -------- |
| Vereinigtes Königreich (BPI) | Platin                                                                 | 600.000  |
| Insgesamt                    | 1× Platin ·                                                            | 600.000  |

## Auszeichnungen nach Liedern

### Have Yourself a Merry Little Christmas
| Land/Region                  | Auszeichnungen für Musikverkäufe (Land/Region, Auszeichnung, Verkäufe) | Verkäufe |
| ---------------------------- | ---------------------------------------------------------------------- | -------- |
| Dänemark (IFPI)              | Gold                                                                   | 45.000   |
| Italien (FIMI)               | Platin                                                                 | 100.000  |
| Vereinigtes Königreich (BPI) | Gold                                                                   | 400.000  |
| Insgesamt                    | 2× Gold · 1× Platin ·                                                  | 545.000  |

### Santa Claus Is Coming to Town
| Land/Region                  | Auszeichnungen für Musikverkäufe (Land/Region, Auszeichnung, Verkäufe) | Verkäufe |
| ---------------------------- | ---------------------------------------------------------------------- | -------- |
| Dänemark (IFPI)              | Platin                                                                 | 90.000   |
| Italien (FIMI)               | Platin                                                                 | 70.000   |
| Portugal (AFP)               | Gold                                                                   | 5.000    |
| Vereinigtes Königreich (BPI) | Platin                                                                 | 600.000  |
| Insgesamt                    | 1× Gold · 3× Platin ·                                                  | 765.000  |

### All I Want for Christmas Is You
| Land/Region                  | Auszeichnungen für Musikverkäufe (Land/Region, Auszeichnung, Verkäufe) | Verkäufe |
| ---------------------------- | ---------------------------------------------------------------------- | -------- |
| Dänemark (IFPI)              | Gold                                                                   | 45.000   |
| Italien (FIMI)               | Gold                                                                   | 35.000   |
| Vereinigtes Königreich (BPI) | Gold                                                                   | 400.000  |
| Insgesamt                    | 3× Gold ·                                                              | 480.000  |

### White Christmas(mitShania Twain)
| Land/Region                  | Auszeichnungen für Musikverkäufe (Land/Region, Auszeichnung, Verkäufe) | Verkäufe |
| ---------------------------- | ---------------------------------------------------------------------- | -------- |
| Vereinigtes Königreich (BPI) | Gold                                                                   | 400.000  |
| Insgesamt                    | 1× Gold ·                                                              | 400.000  |

### Holly Jolly Christmas
| Land/Region                  | Auszeichnungen für Musikverkäufe (Land/Region, Auszeichnung, Verkäufe) | Verkäufe  |
| ---------------------------- | ---------------------------------------------------------------------- | --------- |
| Dänemark (IFPI)              | Gold                                                                   | 45.000    |
| Italien (FIMI)               | Platin                                                                 | 70.000    |
| Neuseeland (RMNZ)            | Platin                                                                 | 30.000    |
| Portugal (AFP)               | Platin                                                                 | 10.000    |
| Spanien (Promusicae)         | Gold                                                                   | 20.000    |
| Vereinigtes Königreich (BPI) | 2× Platin                                                              | 1.200.000 |
| Insgesamt                    | 2× Gold · 5× Platin ·                                                  | 1.375.000 |

### Santa Baby
| Land/Region                  | Auszeichnungen für Musikverkäufe (Land/Region, Auszeichnung, Verkäufe) | Verkäufe |
| ---------------------------- | ---------------------------------------------------------------------- | -------- |
| Vereinigtes Königreich (BPI) | Silber                                                                 | 200.000  |
| Insgesamt                    | 1× Silber ·                                                            | 200.000  |

### I’ll Be Home For Christmas
| Land/Region                  | Auszeichnungen für Musikverkäufe (Land/Region, Auszeichnung, Verkäufe) | Verkäufe |
| ---------------------------- | ---------------------------------------------------------------------- | -------- |
| Neuseeland (RMNZ)            | Gold                                                                   | 15.000   |
| Vereinigtes Königreich (BPI) | Silber                                                                 | 200.000  |
| Insgesamt                    | 1× Silber · 1× Gold ·                                                  | 215.000  |

### Silent Night
| Land/Region                  | Auszeichnungen für Musikverkäufe (Land/Region, Auszeichnung, Verkäufe) | Verkäufe |
| ---------------------------- | ---------------------------------------------------------------------- | -------- |
| Vereinigtes Königreich (BPI) | Silber                                                                 | 200.000  |
| Insgesamt                    | 1× Silber ·                                                            | 200.000  |

### Blue Christmas
| Land/Region                  | Auszeichnungen für Musikverkäufe (Land/Region, Auszeichnung, Verkäufe) | Verkäufe |
| ---------------------------- | ---------------------------------------------------------------------- | -------- |
| Vereinigtes Königreich (BPI) | Silber                                                                 | 200.000  |
| Insgesamt                    | 1× Silber ·                                                            | 200.000  |

### Winter Wonderland
| Land/Region                  | Auszeichnungen für Musikverkäufe (Land/Region, Auszeichnung, Verkäufe) | Verkäufe |
| ---------------------------- | ---------------------------------------------------------------------- | -------- |
| Vereinigtes Königreich (BPI) | Silber                                                                 | 200.000  |
| Insgesamt                    | 1× Silber ·                                                            | 200.000  |

### The Christmas Song
| Land/Region                  | Auszeichnungen für Musikverkäufe (Land/Region, Auszeichnung, Verkäufe) | Verkäufe |
| ---------------------------- | ---------------------------------------------------------------------- | -------- |
| Vereinigtes Königreich (BPI) | Silber                                                                 | 200.000  |
| Insgesamt                    | 1× Silber ·                                                            | 200.000  |

### Frosty the Snowman
| Land/Region                  | Auszeichnungen für Musikverkäufe (Land/Region, Auszeichnung, Verkäufe) | Verkäufe |
| ---------------------------- | ---------------------------------------------------------------------- | -------- |
| Vereinigtes Königreich (BPI) | Silber                                                                 | 200.000  |
| Insgesamt                    | 1× Silber ·                                                            | 200.000  |

## Auszeichnungen nach Videoalben

### Come Fly with Me
| Land/Region                  | Auszeichnungen für Musikverkäufe (Land/Region, Auszeichnung, Verkäufe) | Verkäufe |
| ---------------------------- | ---------------------------------------------------------------------- | -------- |
| Kanada (MC)                  | 2× Platin                                                              | 20.000   |
| Vereinigte Staaten (RIAA)    | Platin                                                                 | 100.000  |
| Vereinigtes Königreich (BPI) | Gold                                                                   | 25.000   |
| Insgesamt                    | 1× Gold · 3× Platin ·                                                  | 145.000  |

### Caught in the Act
| Land/Region               | Auszeichnungen für Musikverkäufe (Land/Region, Auszeichnung, Verkäufe) | Verkäufe |
| ------------------------- | ---------------------------------------------------------------------- | -------- |
| Australien (ARIA)         | 4× Platin                                                              | 60.000   |
| Deutschland (BVMI)        | 2× Platin                                                              | 100.000  |
| Kanada (MC)               | 8× Platin                                                              | 80.000   |
| Vereinigte Staaten (RIAA) | 4× Platin                                                              | 400.000  |
| Insgesamt                 | 18× Platin ·                                                           | 640.000  |

## Statistik und Quellen
| Land/RegionAuszeichnungen für Musikverkäufe (Land/Region, Auszeichnungen, Verkäufe, Quellen) | Silber       | Gold       | Platin         | Diamant     | Verkäufe     | Quellen                                                   |
| -------------------------------------------------------------------------------------------- | ------------ | ---------- | -------------- | ----------- | ------------ | --------------------------------------------------------- |
| Australien (ARIA)                                                                            | —            | 3× Gold3   | 32× Platin32   | 2× Diamant2 | 3.125.000    | aria.com.au                                               |
| Belgien (BRMA)                                                                               | —            | 3× Gold3   | Platin1        | —           | 95.000       | ultratop.be                                               |
| Brasilien (PMB)                                                                              | —            | 2× Gold2   | —              | —           | 40.000       | pro-musicabr.org.br                                       |
| Dänemark (IFPI)                                                                              | —            | 10× Gold10 | 17× Platin17   | —           | 1.090.000    | ifpi.dk                                                   |
| Deutschland (BVMI)                                                                           | —            | 5× Gold5   | 12× Platin12   | —           | 3.200.000    | musikindustrie.de                                         |
| Europa (IFPI)                                                                                | —            | —          | 12× Platin12   | —           | (12.000.000) | ifpi.org (Memento vom 1. Januar 2014 im Internet Archive) |
| Finnland (IFPI)                                                                              | —            | —          | Platin1        | —           | 48.814       | ifpi.fi                                                   |
| Frankreich (SNEP)                                                                            | —            | 4× Gold4   | 2× Platin2     | —           | 496.100      | infodisc.fr snepmusique.com                               |
| Golf-Kooperationsrat (IFPI)                                                                  | —            | —          | Platin1        | —           | 6.000        | ifpi.org                                                  |
| Irland (IRMA)                                                                                | —            | —          | 26× Platin26   | —           | 390.000      | irishcharts.ie                                            |
| Island (IFPI)                                                                                | —            | Gold1      | —              | —           | 2.500        | Einzelnachweise                                           |
| Italien (FIMI)                                                                               | —            | 12× Gold12 | 28× Platin28   | —           | 2.380.000    | fimi.it                                                   |
| Kanada (MC)                                                                                  | —            | Gold1      | 37× Platin37   | Diamant1    | 3.488.000    | musiccanada.com                                           |
| Mexiko (AMPROFON)                                                                            | —            | 3× Gold3   | 2× Platin2     | —           | 240.000      | amprofon.com.mx                                           |
| Neuseeland (RMNZ)                                                                            | —            | 5× Gold5   | 27× Platin27   | —           | 510.000      | aotearoamusiccharts.co.nz NZ2 NZ3                         |
| Niederlande (NVPI)                                                                           | —            | 2× Gold2   | 2× Platin2     | —           | 175.000      | nvpi.nl                                                   |
| Norwegen (IFPI)                                                                              | —            | —          | 6× Platin6     | —           | 120.000      | ifpi.no                                                   |
| Österreich (IFPI)                                                                            | —            | 3× Gold3   | 4× Platin4     | —           | 107.500      | ifpi.at                                                   |
| Philippinen (PARI)                                                                           | —            | —          | Platin1        | —           | 15.000       | pari.com.ph                                               |
| Polen (ZPAV)                                                                                 | —            | 3× Gold3   | 6× Platin6     | —           | 150.000      | olis.pl                                                   |
| Portugal (AFP)                                                                               | —            | 2× Gold2   | 6× Platin6     | —           | 110.000      | Einzelnachweise                                           |
| Schweden (IFPI)                                                                              | —            | —          | Platin1        | —           | 40.000       | sverigetopplistan.se                                      |
| Schweiz (IFPI)                                                                               | —            | 2× Gold2   | 3× Platin3     | —           | 130.000      | hitparade.ch                                              |
| Spanien (Promusicae)                                                                         | —            | 8× Gold8   | Platin1        | —           | 280.000      | elportaldemusica.es                                       |
| Südkorea (KMCA)                                                                              | —            | —          | —              | —           | 73.267       | Einzelnachweise                                           |
| Ungarn (MAHASZ)                                                                              | —            | 2× Gold2   | 4× Platin4     | —           | 25.000       | slagerlistak.hu                                           |
| Vereinigte Staaten (RIAA)                                                                    | —            | 2× Gold2   | 22× Platin22   | —           | 18.500.000   | riaa.com                                                  |
| Vereinigtes Königreich (BPI)                                                                 | 14× Silber14 | 9× Gold9   | 48× Platin48   | —           | 22.817.000   | bpi.co.uk                                                 |
| Insgesamt                                                                                    | 14× Silber14 | 82× Gold82 | 302× Platin302 | 3× Diamant3 |              |                                                           |